# Chlorotabanus
Chlorotabanus is een vliegengeslacht uit de familie van de dazen (Tabanidae).

## Soorten
- C. crepuscularis (Bequaert, 1926)